# 제13회 대종상
제13회 대종상의 시상식에 관한 내용이다.

## 수상 및 후보

### 최우수작품상
- 토지 - 우성사 수상

### 감독상
- 토지 - 김수용 수상

### 시나리오상
- 야녀 - 오재호 수상

### 남우주연상
- 이중섭 - 박근형 수상

### 여우주연상
- 토지 - 김지미 수상

### 남우조연상
- 꽃상여 - 허장강 수상

### 여우조연상
- 토지 - 도금봉 수상

### 촬영상
- 국회푸락치사건 - 정일성 수상

### 편집상
- 진아의 편지 - 현동춘 수상

### 조명상
- 국회푸락치사건 - 김연 수상

### 음악상
- 이중섭 - 정민섭 수상

### 미술상
- 야녀 - 이봉선 수상

### 녹음상
- 토지 - 한양녹음실 수상

### 공로상
- 국도극장

### 신인상
- 별들의 고향 - 이장호 수상

### 우수반공영화상영상
- 국회푸락치사건 - 한진흥업 수상

### 최우수외화상
- 나타샤 - 화천공사 수상

### 우수작품상
- 이중섭 - 합동영화 수상

### 우수문화영화상
- 돌하루방 - 남양교육 수상

### 특별상
- 증언 - 임권택 수상
- 울지않으리 - 이승현 수상
- 산업선 - 국립영화제작소 수상
- 영화인 양성 - 김용택 수상